# The Flintstones: The Surprise at Dinosaur Peak
The Flintstones: The Surprise at Dinosaur Peak est un jeu vidéo de plates-formes par Taito en 1994 sur Nintendo. Il s'agit d'une adaptation de la série d'animation Les Pierrafeu.